# Спитак (фильм)
«Спита́к» — драматический фильм режиссёра Александра Котта. Фильм был выдвинут на «Оскар-2019» от Армении в категории «Лучший фильм на иностранном языке». Слоган фильма «Катастрофа, ударившая по каждому». Выход в прокат в России состоялся 29 ноября 2018 года.
Фильм о Спитакском землетрясении — крупнейшем в истории Армении — и мужчине по имени Гор, возвращающемся после катастрофы в оставленную им когда-то Армению в поисках своей семьи.
Музыку к фильму написал Серж Танкян.
«Спитак» является вторым за два года фильмом о событиях 1988 года. В 2016 году Сарик Андреасян выпустил картину «Землетрясение».

## В ролях
| Актёр              | Роль             |
| ------------------ | ---------------- |
| Лерник Арутюнян    | Гор              |
| Эрмине Степанян    | Гоар             |
| Александра Политик | Ануш             |
| Олег Васильков     | Сергей друг Гора |
| Александр Кузнецов |                  |
| Мартун Гевондян    |                  |
| Оливье Пажес       |                  |
| Жозефин Жапи       |                  |
| Константин Пояркин |                  |
| Дмитрий Муляр      |                  |

## Награды
Картина «Спитак» получила награду за режиссуру «Святой Георгий» на Московском Международном кинофестивале. 27 января 2019 года фильм стал лауреатом премии «Золотой Орел» в номинации «Лучшая работа художника по гриму и пластическим спецэффектам» (Марина Евсеенко).